# Pequeño Seúl

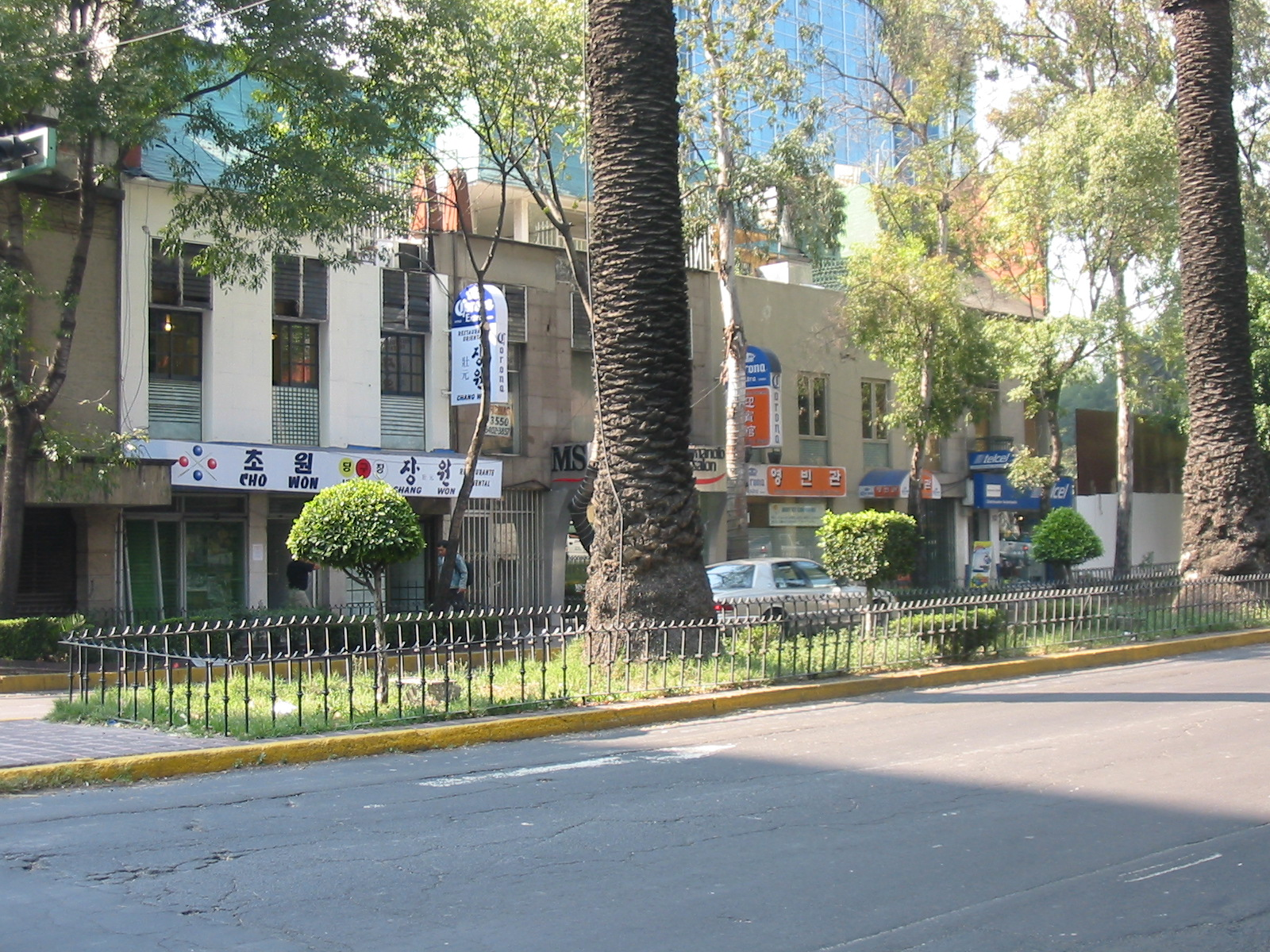
Negocios coreanos sobre la calle Florencia en la Zona Rosa de la Ciudad de México

El Pequeño Seúl (en hangul, 작은 서울; romanización revisada, jageun seoul; literalmente, «Pequeño Seúl») es un barrio coreano ubicado en la Zona Rosa, dentro de la colonia Juárez, en la Ciudad de México.

## Historia

### Origen
La presencia coreana en México se remonta a 1905, cuando un grupo de 1033 trabajadores migrantes llegó a la península de Yucatán para laborar en haciendas dedicadas al cultivo del henequén. Aunque su estancia estaba pactada por cuatro años, la inestabilidad ocasionada por el inicio de la Revolución Mexicana impidió su retorno. Algunos de sus descendientes se trasladaron posteriormente a la Ciudad de México, lo que marcó el inicio de los primeros asentamientos coreanos en la capital.
En la segunda mitad del siglo xx se registraron nuevas olas migratorias. A partir de 1962, año en que se establecieron relaciones diplomáticas entre México y Corea del Sur, la llegada de ciudadanos coreanos se intensificó. En los años ochenta, la capital recibió a migrantes coreanos provenientes no solo de Corea del Sur, sino también de países como Argentina, Brasil, Chile y Guatemala, a raíz de problemas económicos y políticos en esas naciones. Algunos tenían la intención de continuar hacia Estados Unidos, pero otros decidieron establecerse en México, integrándose principalmente al comercio local.

### Formación del barrio
La Zona Rosa atrajo a parte de la comunidad coreana por su ubicación céntrica y los costos de vivienda relativamente bajos tras el sismo de 1985. En este sector comenzaron a proliferar restaurantes, supermercados, peluquerías, tiendas de productos importados y centros culturales de origen coreano. Estas características propiciaron la concentración de población migrante en la zona, por lo que el área comenzó a ser conocida como Pequeño Seúl.
Se estima que la mayoría de los ciudadanos coreanos viviendo actualmente en la Ciudad de México emigró al país en la década de 1990 y principios de los 2000 como resultado de acuerdos comerciales entre los gobiernos de México y Corea, lo que permitió a empresas como Daewoo, Posco, LG y Hyundai traer a sus trabajadores desde Asia.
A partir de la crisis económica en Argentina en 2001, la Zona Rosa recibió una nueva ola migratoria de coreanos previamente establecidos en ese país, lo que incrementó considerablemente la población coreana en la capital mexicana.

## Demografía
De acuerdo con estimaciones oficiales, en 2023 residían en México aproximadamente 13,000 personas de origen coreano. Se estima que hay alrededor de 9,000 ciudadanos coreanos viviendo en la Ciudad de México, de los cuales aproximadamente 6,000 habitan en la colonia Juárez y al menos 5,000 en la Zona Rosa, alrededor de las calles Hamburgo, Praga, Berna y Biarritz, donde los residentes de la calle Biarritz es casi 90% coreanos. Muchos de los coreanos residentes no hablan español y están relativamente aislados de sus vecinos mexicanos. Según algunas fuentes, un gran porcentaje de los coreanos que viven en México tienen un estatus migratorio cuestionable. Aunque la comunidad coreana ha consolidado su presencia en la Zona Rosa, algunos vecinos perciben poca integración con el resto de la colonia. No obstante, muchos coreanos que llegaron solos al país se casaron con personas mexicanas, y sus descendientes nacieron como ciudadanos mexicanos. 
Geográficamente, Pequeño Seúl se sitúa principalmente entre las calles de Hamburgo, Sevilla, Florencia y la Avenida Chapultepec. En esta área, los letreros de tiendas de cosméticos, mercados y bares muestran caracteres hangul (alfabeto coreano) junto al español.

### Adaptación cultural
Los inmigrantes coreanos en México muestran diferencias marcadas entre generaciones. Los descendientes de los primeros inmigrantes (1905) se han asimilado a la cultura mexicana, a menudo cambiando apellidos y priorizando su identidad mexicana sobre la coreana, posiblemente como estrategia de supervivencia ante la discriminación. En contraste, los inmigrantes recientes, especialmente los jóvenes, enfrentan desafíos de adaptación, pero se benefician de la ola coreana en México, lo que podría facilitar la preservación de su identidad coreana. Un estudio de 160 residentes coreanos en la Ciudad de México reveló que menos del 10% de los residentes encuestados conocían la historia y cultura mexicana, y solo el 20% podía entender y hablar español a un nivel avanzado. Además, el estudio sugiere una fuerte identidad nacional coreana que permanece firme en la comunidad. Aproximadamente el 80 % indicó que apoyaría a Corea en un partido de fútbol contra México y el 91.5 % utiliza principalmente el coreano para comunicarse en familia en lugar de español. Estos resultados señalan una fuerte retención de la identidad coreana entre los inmigrantes recientes.

## Economía
El barrio alberga una notable concentración de negocios coreanos. Entre ellos se encuentran supermercados, tiendas especializadas, restaurantes tradicionales, saunas, karaokes, consultorios médicos, servicios jurídicos, inmobiliarios y sociales orientados a esta comunidad. Estos establecimientos coreanos coexisten con la oferta tradicional de la zona, como taquerías, bares y discotecas. También existen medios de comunicación locales en coreano. La Secretaría de Desarrollo Económico capitalina estimó la presencia de unos 36 negocios de este origen al 2020, aunque el número real podría ser superior.
La mayoría de los coreanos son propietarios de negocios, muchos de los cuales atienden exclusivamente a la población coreana, con letreros y menús en coreano. Ha habido conflictos entre los negocios de propiedad coreana y los vecinos mexicanos por problemas de ruido y sanidad. Otro problema ha sido el legal, tanto con el estatus de la mercancía como con el estatus de los empleados. En 2002, la policía clausuró una tienda de propiedad coreana por vender mercancía importada de origen cuestionable, deteniendo a 33 trabajadores.

## Educación
La comunidad coreana cuenta con una escuela de fin de semana destinada a preservar el conocimiento del idioma coreano: la Escuela Coreana en México, ubicada en la calle Liverpool en la Zona Rosa. Durante dos décadas ocupó diversas instalaciones alquiladas, pero en 2010 adquirió su propio local con las donaciones por parte de empresas y otros benefactores a la Asociación de Residentes Coreanos en México.